# Abellera fosca
L'abellera fosca (Ophrys fusca) és una espècie d'orquídia monopòdica i terrestre de la subtribu Orchidinae de la família Orchidaceae del gènere Ophrys. És una orquídia molt variable que pot presentar petites modificacions en la seva aparença, que es classifiquen com a subespècies.
El nom "Ophrys" prové del grec ophrys, en català cella, referint-se a l'alta consideració que es té cap a aquest gènere, i del llatí fusca, en català fosca, referint-se al color del label. Ophrys s'esmenta per primera vegada en el llibre "Història Natural" de Plini el Vell (23-79 dC). Aquesta espècie d'hàbits terrestres es distribueix a la conca del Mediterrani. En prats, olivars, garrigars, i boscos. Aconsegueixen una altura d'uns 40 cm. És característica, però, la presència d'un fi marge groc sobre el label.